# Храм Свете Тројице (Београд)
Храм Свете Тројице (рус. церковь Святой Троицы) познат и као Руска црква је храм Руске православне цркве у Београду. Подигнут је 1924. по плановима архитекте Валерија Сташевског за Русе који су након октобарске револуције побегли од комуниста из Русије. Углавном су то били припадници виших слојева друштва.

## Историја
Храм Свете Тројице изграђен је у златно доба изградње хришћанских верских објеката у Београду везано је за период између два светска рата (1918 — 1941) када је изграђено око двадесет храмова, који су, укључујући и овај на сасвим специфичан начин, изменили и унапредили визуелну слику Београда.
Храм Свете Тројице је подигнут добровољним прилозима руских исељеника и београдског грађанства на простору источно од старе Цркве Светог Марка, на плацу у Таковској 4. Службе су се раније одржавале у шатору, а темељи новог храма су освећени 27. октобра 1924. У темељ је узидана повеља у којој је, на руском, стајало:
У име Оца, Сина и Светога Духа, оснива се ова руска црква у част и славу Свете Тројице, за владавине благоверног и христољубивог Краља Срба, Хрвата и Словенаца Александра I, Њ. С. Патријарха српског Димитрија и Њ. С. Патријарха московског и све Русије Тихона, године од створења света седам хиљада четири стотине тридесет и друге, а од рођења Спаситељева хиљаду девет стотина двадесет и четврте, месеца октобра, у четрнаести дан.
Црква је освећена 4. јануара 1925. Изграђена је по пројекту архитекте Валерија Сташевског, а освештена 22. октобра 1925. године.
У темеље храма су положили грумен земље донесен из Русије, а у цркви је и гроб руског генерала Врангела, вође царистичких снага против бољшевика.
Црква поседује богату ризницу икона и застава Руске царевине, међу којима се једно време налазиле и војне заставе Наполеона и Османлија, које су биле ратни плен руске војске. Ове заставе су 1944. враћене у Русију.
У храму је сахрањен генерал Петар Николајевич Врангел, главнозаповедајућии руске белогардијске армије.

## Архитектура
Храм Свете Тројице својим конструктивним склопом и декоративном естетиком изведена је са одликама типичним за руско сакрално градитељство.
Живописна силуета храма, као и целокупно композиционо решење у простору подражава контекстуални приступ пројектовања поштујући затечени амбијент и обликујући силуету падине подно Цркве Светог Марка.
Фрескодекорација
Израда фрескодекорације је дело чувеног зографа, барона Николе Мајендорфе, који је често сарађивао са руским архитектама у великим градитељским подухватима у бившој Краљевини Југославије.

## Галерија
- Алексеј Николајевич на икони у руској цркви
- Игуман Михаило Биковић и његов брат, глумац Милош Биковић, у руској цркви на дан Св. Сергија Радоњешког, 8. октобра 2022.
- Гроб генерала Петра Врангела у цркви, 1935.
- Гроб генерала Петра Врангела у цркви, 2021.